# 柳誠源
柳 誠源（ユ・ソンウォン、りゅう せいげん、ハングル: 유성원、? - 1456年）は、李氏朝鮮前期の文臣。死六臣の一人。字は太初、号は琅玕。諡号は節義、後に忠景。本貫は文化柳氏。

## 生涯
舎人の柳士根の息子で、1444年に文科に合格し、1477年に重試に合格して湖当に入り、集賢殿学士となって、世宗の寵愛を受けた。文宗が在位2年で死去し、端宗が即位すると、1453年に首陽大君が癸酉靖難を起こした。集賢殿学士が皆逃亡したが、柳誠源一人が捕まり、脅迫され、靖難功臣の功労を記録する教書を書かされ、家に帰ると、泣きわめいた。その後1456年に成三問・朴彭年などとともに端宗の復位を謀るも、露見し、自宅で妻と別離の盃を酌み交わしてから、祠堂で刀を使い、自決した。

## 死後
自決後、死骸は1456年6月7日に車裂刑となり、同年9月7日に妻の未致・娘の百代は左承旨韓明澮に預けられた。
1691年に復官し、英祖時吏曹判書を追贈され、1902年に忠臣旌閭に祀られた。現在は愍節祠、連山の八賢書院、洪州の緑雲書院、大邱の洛濱書院、義城の鶴山忠烈祠、寧越の彰節祠で祭享されている。『歌曲源流』に詩調1数が伝わる。

## 家族
- 祖父：柳滸
  - 父：柳士根
  - 母：尹臨の娘
    - 弟：柳承順
    - 妻：未致[2]
      - 娘：百代[2]